# Суворовка (Молдова)
Суворовка (рум. Suvorovca) — село у Фалештському районі Молдови. Входить до складу комуни, адміністративним центром якої є село Помпа.

## Населення
За даними перепису населення 2004 року у селі проживали 455 осіб.
Національний склад населення села:
| Національність       | Кількість осіб | Відсоток |
| -------------------- | -------------- | -------- |
| українці             | 290            | 63,7%    |
| молдавани            | 151            | 33,2%    |
| росіяни              | 12             | 2,6%     |
| інша / без відповіді | 2              | 0,4%     |
| Всього               | 455            | 100%     |